# 西畑美希
西畑 美希（にしはた みき、1977年4月27日 - ）は、日本の元女子バレーボール選手、現バレーボール指導者である。

## 来歴
広島県福山市出身。1989年に日本で開催されたワールドカップの影響を受けて、中学3年時に福山市立向丘中学校から岡山県のバレーボール強豪校である就実中学校に転学して本格的にバレーボールを始める。1992年夏の全中に出場、同年暮れのさわやか杯では全国中学強化選手に選出された。
1993年に就実高校に進学。同期に向井久子（元全日本、石川島播磨呉→ユニチカ）がいる。同年夏のインターハイではいきなり準優勝を果たす。3年次となった1995年にはインターハイで優勝し、自らも優秀選手賞及びベスト6に耀く。勢いにのった就実チームは、秋の国体も制して高校二冠に耀いた。
1996年にVリーグのユニチカ・フェニックスへ入団したが、活躍の場が得られず、1999年にV1リーグの東北パイオニアに移籍した。東北パイオニアでは中堅選手として活躍し、チームのVリーグ昇格に貢献した。次第に出場機会を失い、2005年に現役を引退した。
指導者の道は考えていなかったというが、母校である就実高等学校から声がかかり、2011年からコーチとなり、2015年4月からバレーボール部監督に就任した。同年冬の天皇杯・皇后杯全日本バレーボール選手権大会ではファイナルラウンド進出を果たし、2016年夏のインターハイでは、自身が出場した1995年以来21年ぶりとなるベスト4進出に導いた。2016年の国体でも就実高校中心の岡山県選抜チームが4位となり、2大会連続でベスト4となった。更に上位を狙うべく、西畑は「20-20からの接戦をものにする」特訓を選手に課した。
2017年1月の第69回全日本バレーボール高等学校選手権大会（春高バレー）では、特訓の成果が実り、優勝候補の一角である八王子実践（前回準優勝校）、金蘭会（2016年国体優勝）を撃破してチームは決勝まで進出し、下北沢成徳に敗れたものの準優勝へと導いた。
2021年1月の第73回全日本バレーボール高等学校選手権大会（春高バレー）では、ノーシードながら、2回戦で文京学院大女子、準々決勝で金蘭会（前々回優勝校）、そして準決勝では古川学園（前回準優勝校）と次々と優勝候補を倒し決勝に進出。決勝では、大阪国際滝井（大阪）を3−1で下し、25大会ぶり3回目の優勝に導いた。
2023年1月の第75回全日本バレーボール高等学校選手権大会（春高バレー）では、新型コロナウイルスの抗原検査で選手に陽性者が出たため、大会規定により欠場となり、大会3連覇とならなかった。
2024年1月の第76回全日本バレーボール高等学校選手権大会（春高バレー）では、ノーシードながら、準々決勝で金蘭会（2023年国体準優勝）、そして準決勝では誠英（前回準優勝校）と次々と優勝候補を倒し決勝に進出。決勝では、下北沢成徳（2023年インターハイ優勝＆国体優勝）を3−0で下し、1回戦から全6試合で1セットも失うことなく、2大会ぶり5回目の優勝に導いた。

## 所属チーム
- 福山市立向丘中学校
- 就実中学校
- 就実高等学校
- ユニチカ・フェニックス（1996年 - 1999年）
- 東北パイオニア/パイオニアレッドウィングス（1999年 - 2005年）

## 個人成績
Vリーグレギュラーラウンドにおける個人成績は下記の通り。ユニチカ時代の成績は確認できないため、省略した。
| シーズン | 所属       | 出場 | 出場   | アタック | アタック | アタック | アタック | ブロック | ブロック | サーブ | サーブ | サーブ | サーブ | レセプション | レセプション | 総得点 | 備考 |
| -------- | ---------- | ---- | ------ | -------- | -------- | -------- | -------- | -------- | -------- | ------ | ------ | ------ | ------ | ------------ | ------------ | ------ | ---- |
| シーズン | 所属       | 試合 | セット | 打数     | 得点     | 決定率   | 効果率   | 決定     | /set     | 打数   | エース | 得点率 | 効果率 | 受数         | 成功率       | 総得点 | 備考 |
| 2000/01  | パイオニア | 18   | 71     | 760      | 273      | 35.9%    | %        | 11       | 0.15     | 237    | 5      | %      | 5.2%   | 183          | 65.6%        | 289    |      |
| 2001/02  | パイオニア | 16   | 45     | 232      | 75       | 32.3%    | %        | 6        | 0.13     | 135    | 0      | %      | 6.1%   | 113          | 54.0%        | 81     |      |
| 2002/03  | パイオニア | 21   | 13     | 60       | 11       | 18.3%    | %        | 0        | 0.00     | 39     | 1      | %      | 5.9%   | 40           | 72.5%        | 12     |      |
| 2003/04  | パイオニア | 18   | 9      | 30       | 12       | 40.0%    | %        | 0        | 0.00     | 24     | 0      | %      | 2.1%   | 30           | 60.0%        | 12     |      |
| 2004/05  | パイオニア | 27   | 9      | 34       | 12       | 35.3%    | %        | 1        | 0.11     | 12     | 0      | %      | 0.0%   | 19           | 47.4%        | 13     |      |
| 通算     | 通算       | 100  | 147    | 1116     | 383      | 34.3%    | %        | 18       | 0.12     | 447    | 6      | %      | 5.2%   | 385          | 61.6%        | 407    |      |

## 指導者としての戦績
- 2015年 - インターハイ 2回戦敗退
- 2016年 - インターハイ ベスト4、国体 4位▲
- 2017年 - 第69回全日本バレーボール高等学校選手権大会 準優勝
- 2021年 - 第73回全日本バレーボール高等学校選手権大会 優勝[17]
- 2022年 - 第74回全日本バレーボール高等学校選手権大会 優勝[17]
- 2024年 - 第76回全日本バレーボール高等学校選手権大会 優勝

※戦績は就実高等学校監督としてのもの。▲は就実高等学校を中心とした岡山県選抜チーム。

## 受賞歴
- 2024年 - 第21回マルセンスポーツ・文化賞 スポーツ賞[18]